# Futbol a l'Iraq
El futbol és l'esport més popular a l'Iraq. És dirigit per l'Associació Iraquiana de Futbol. La federació dirigeix la selecció nacional i la lliga iraquiana.

## Competicions
- Lligues:
  - Lliga iraquiana de futbol

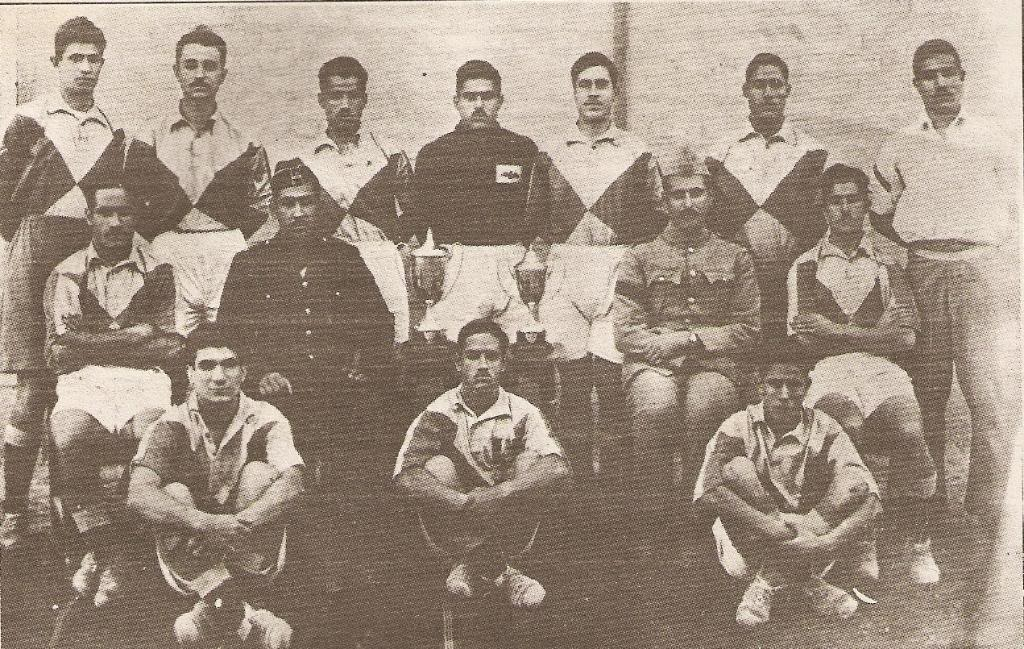
Al-Quwa Al-Jawiya l'any 1933.

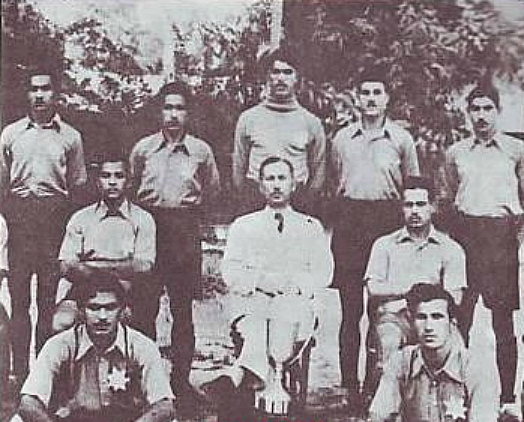
Al-Shorta l'any 1939.

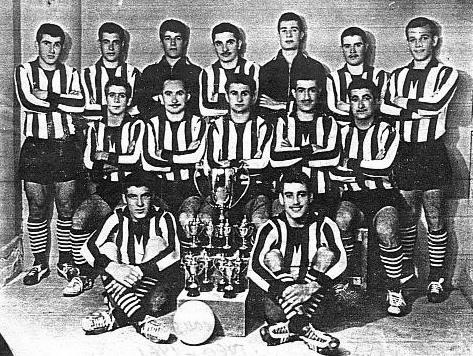
Al-Athori la temporada 1959–60.

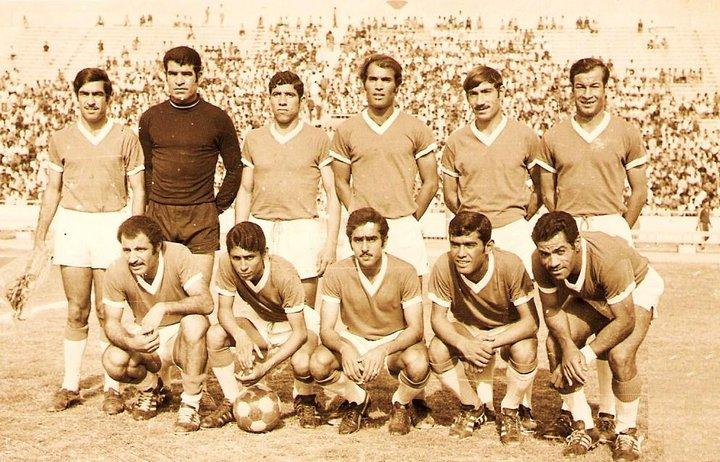
Al-Tayaran la temporada 1973-74.

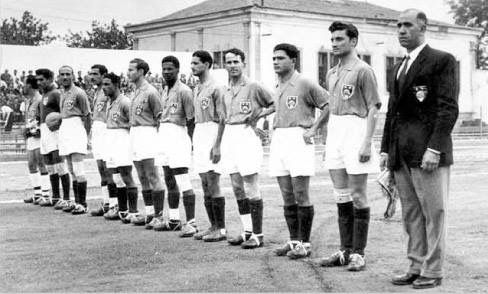
Selecció d'Iraq l'any 1951.

  - Iraq Division One (segona divisió)
  - Lliga dels Instituts de futbol
- Copes:
  - Copa iraquiana de futbol
  - Copa Mare de totes les Guerres
  - Supercopa iraquiana de futbol

## Principals clubs
Clubs amb més títols nacionals a 2021.
- Al-Zawraa SC Bagdad
- Al-Quwa Al-Jawiya FC Bagdad
- Al-Talaba SC Bagdad
- Erbil Sport Club
- Al-Shorta SC Bagdad
- Al-Jaish SC Bagdad
- Al-Karkh SC Bagdad
- Al-Mina'a SC Bàssora
- Amanat Baghdad SC
- Al-Athori SC
- Al-Sina'a SC Bagdad
- Duhok SC
- Salahaddin FC
- Naft Al-Wasat SC
- Al-Haris Al-Maliki
- Al-Kuliya Al-Askariya

## Jugadors destacats
Fonts:
Des de 1950
- Ammo Baba
- Jamil Abbas

Des de 1960
- Youra Eshaya
- Gilbert Sami

Des de 1970
- Hadi Ahmed
- Rahim Karim Bdaiwi
- Mejbel Fartous
- Raad Hammoudi
- Falah Hassan
- Ali Kadhim

Des de 1980
- Karim Allawi
- Khalil Allawi
- Adnan Dirjal
- Hussein Saeed
- Nadhim Shaker

Des de 1990
- Laith Hussein
- Habib Jafar
- Ahmed Radhi
- Radhi Shenaishil

Des de 2000
- Bassim Abbas
- Nashat Akram
- Younis Mahmoud
- Hawar Mulla Mohammed
- Ali Rehema
- Noor Sabri

Des de 2010
- Dhurgham Ismail
- Ali Adnan Kadhim

## Principals estadis
| #  | Estadi                          | Capacitat | Ciutat       | Any construcció | Ref.                 |
| -- | ------------------------------- | --------- | ------------ | --------------- | -------------------- |
| 1  | Estadi Internacional de Bàssora | 65.000    | Bàssora      | 2013            | [ 15 ] [ 16 ] [ 17 ] |
| 2  | Estadi Al Shaab                 | 40.000    | Bagdad       | 1966            | [ 18 ] [ 19 ] [ 20 ] |
| 3  | Estadi Al-Shohada               | 32.000    | Bagdad       | 2020            | [ 21 ] [ 22 ] [ 23 ] |
| 4  | Estadi International de Karbala | 30.000    | Karbala      | 2016            | [ 24 ] [ 25 ] [ 26 ] |
| 5  | Estadi International de Najaf   | 30.000    | Najaf        | 2018            | [ 27 ] [ 28 ] [ 29 ] |
| 6  | Estadi Duhok                    | 30.000    | Duhok        | 1986            | [ 30 ] [ 31 ] [ 32 ] |
| 7  | Estadi Franso Hariri            | 28.000    | Erbil        | 1956            | [ 33 ] [ 34 ] [ 35 ] |
| 8  | Estadi Olímpic de Kirkuk        | 25.000    | Kirkuk       | 1982            | [ 36 ] [ 37 ] [ 38 ] |
| 9  | Estadi Maysan                   | 25.000    | Amara        | 1987            | [ 39 ] [ 40 ] [ 41 ] |
| 10 | Estadi International de Zakho   | 20.000    | Zakho        | 2015            | [ 42 ] [ 43 ] [ 44 ] |
| 11 | Estadi Olímpic Al Kut           | 20.000    | Al Kut       | 2018            | [ 45 ] [ 46 ] [ 47 ] |
| 12 | Estadi Sulaymaniyah             | 18.000    | Sulaymaniyah |                 | [ 48 ] [ 49 ] [ 50 ] |